# Monte Ebal

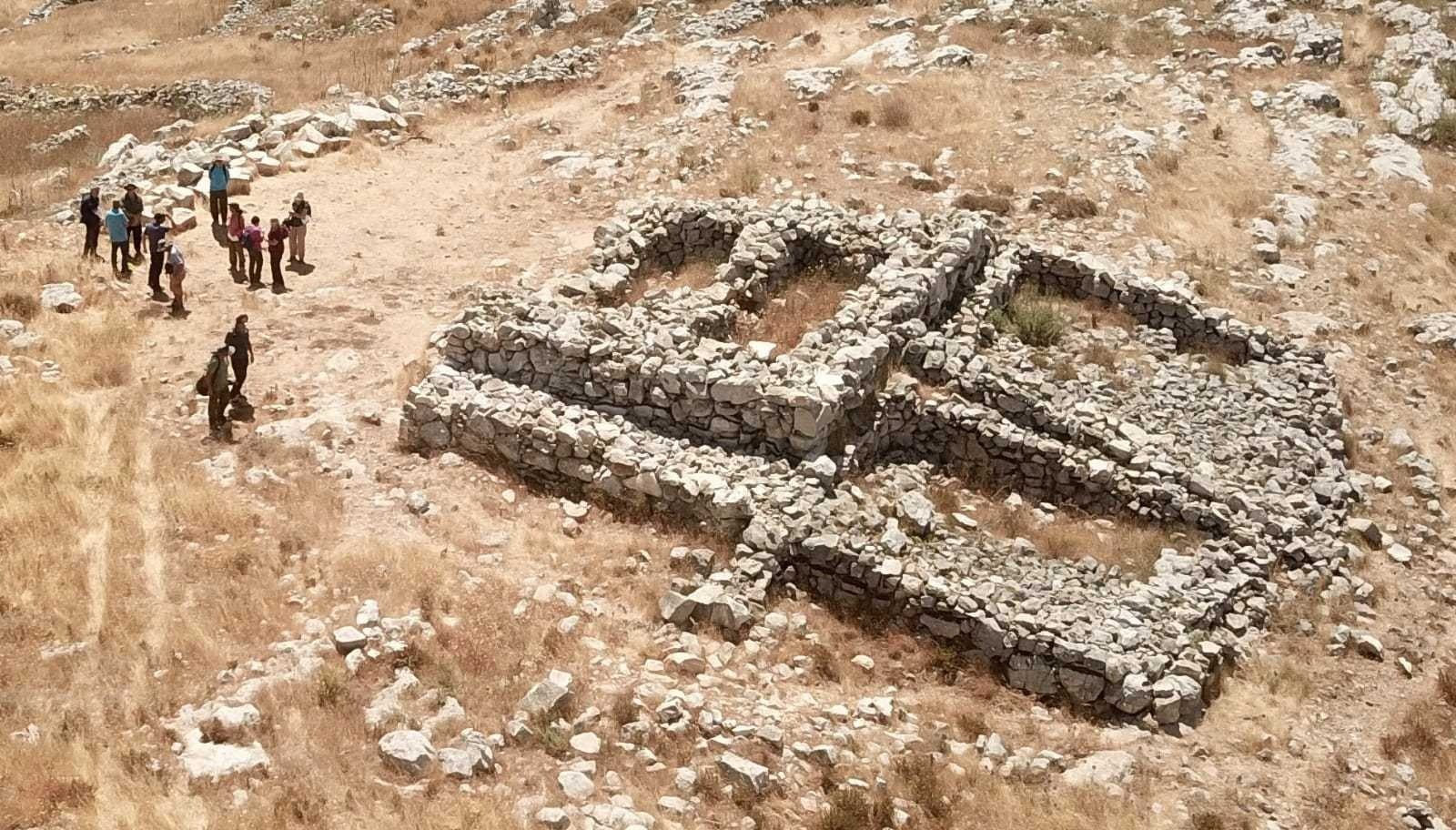
Altar del Monte Ebal.

Monte Ebal (en árabe: جبل عيبال Jabal ‘Aybāl; en hebreo: הר עיבל Har ‘Eival) es una de las dos montañas en las inmediaciones de la ciudad palestina de Naplusa, en Cisjordania (la Siquem bíblica), y que forma el lado norte del valle de Naplusa en la que se encuentra. El lado sur está formado por el monte Gerizim.
La montaña es uno de los picos más altos de Cisjordania, y se eleva a 3.084 pies (940 metros) sobre el nivel del mar, unos 194 pies (59 metros) más alto que el Monte Gerizim. El monte Ebal tiene aproximadamente 6,5 millas cuadradas (18 kilómetros cuadrados) de superficie, y se compone principalmente de piedra caliza. Las laderas de la montaña contienen varias grandes cavernas que probablemente fueron originalmente canteras, y en la base hacia el norte se encuentran varias tumbas.

## Relato bíblico
Antes de la entrada de los israelitas a la Tierra Prometida, en Deuteronomio 11:29 se registra la instrucción de Moisés:

Cuando el Señor vuestro Dios os haya hecho entrar en la tierra que vais a poseer, bendeciréis el monte Guerizín y maldeciréis el monte Ebal.

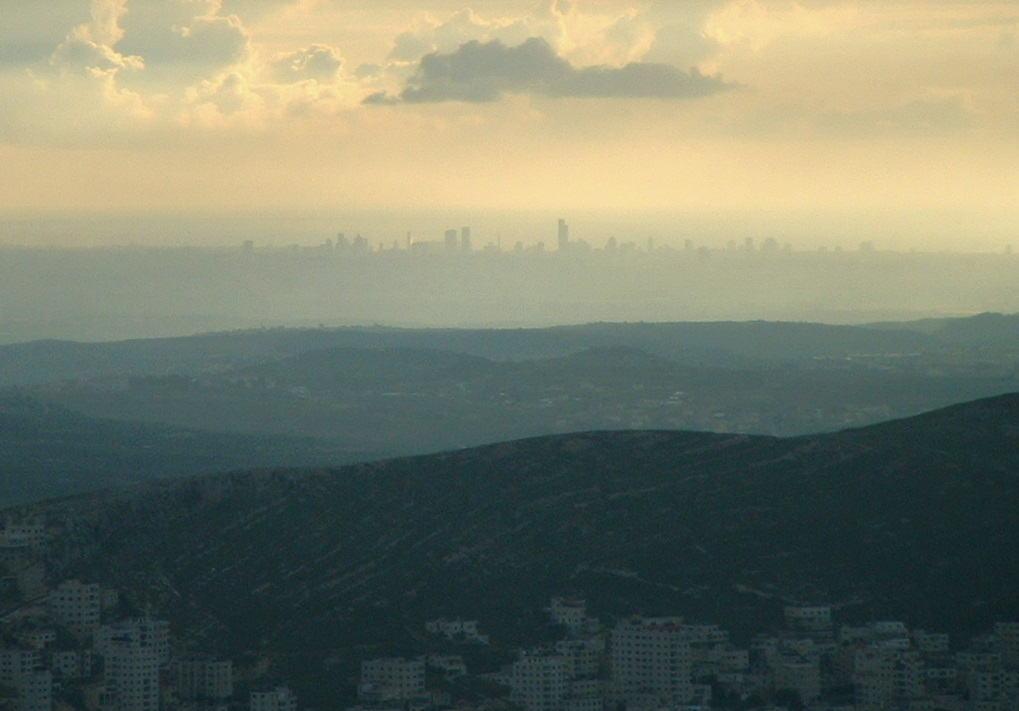
Vista desde el Monte Ebal (2006).

En el texto masorético y la versión de la Septuaginta del Deuteronomio 27, se da la instrucción de construir un altar en el Monte Ebal, construido con piedras naturales (en lugar de cortadas con instrumentos de hierro), para colocar piedras allí y revocarlas con cal, para hacer ofrendas de paz sobre el altar, comer allí, y escribir claramente las palabras de esta ley en la piedra. Según el Pentateuco samaritano y un fragmento de Qumrán, esta instrucción en realidad se refiere al monte Guerizín, que los samaritanos ven como un lugar sagrado. Algunos eruditos creen que la versión samaritana es probablemente más precisa a este respecto, los compiladores del texto masorético y los autores de la Septuaginta probablemente estén sesgados contra los samaritanos. Un trabajo reciente sobre los Rollos del Mar Muerto respaldan la precisión de la designación del Pentateuco Samaritano del Monte Guerizín en lugar del Monte Ebal como el sitio sagrado.
Una instrucción inmediatamente posterior a esta, ordena que, una vez hecho esto, los israelitas se dividan en dos grupos, uno para permanecer en el monte Ebal y pronunciar maldiciones, mientras que el otro vaya al monte Guerizín y pronunciar bendiciones. Las tribus de Simeón, Leví, Judá, Isacar, José y Benjamín serían enviadas a Guerizín, mientras que las de Rubén, Gad, Aser, Zabulón, Dan y Neftalí, permanecerían en Ebal. No se conocía ningún intento de explicar esta división de tribus ya sea por su etnología bíblica o por su distribución geográfica y ha sido generalmente aceptado en los círculos académicos. Más recientemente, sin embargo, algunos eruditos han argumentado que las tribus se dividieron de la manera más equitativa posible dados los datos del censo de población que figuran en el Libro de los Números. Específicamente, la división que se encuentra en el Deuteronomio es la más igualitaria de 462 posibles divisiones.
El texto continúa enumerando doce maldiciones, que debían ser pronunciadas por el sacerdocio levita y respondidas por el pueblo con Amén. Estas maldiciones se parecen mucho a las leyes (por ejemplo, "maldito sea el que elimine el mojón de su vecino)", y no van seguidas de una lista de bendiciones descritas en un marco litúrgico similar. Los eruditos piensan que es más probable que representen lo que estaba escrito en las piedras, y que la lista posterior de seis bendiciones explícitas, seis maldiciones explícitas que casi se corresponden, que estaban originalmente en esta posición en el texto. Se considera que la posición actual de estas bendiciones y maldiciones explícitas, dentro de una narrativa más amplia de promesa y una narrativa mucho más amplia de amenaza (respectivamente), fue una decisión editorial para la segunda versión posterior al exilio del Deuteronomio (Dtr2), para reflejar la cosmovisión del deuteronomista después de que ocurriera el exilio babilónico.